# Ethereal Pandemonium
Ethereal Pandemonium war eine Pagan-Metal-Band, die 1996 in Bratislava, Slowakei gegründet wurde und sich 2008 auflöste.

## Geschichte
1996 gründeten die vier Musiker Vidar (Gitarre), Nathuruss (Gesang, Bass), Daemonic (Gitarre) und Beherit (Schlagzeug) die Gruppe Tombfield. Mit Marcelle stieß später eine Sängerin zur Band.
Im Frühjahr 1997 verließ sie jedoch die Band wieder und Vidar änderte den Namen der Band zu Ethereal Pandemonium, den die Band heute noch trägt. Im Mai folgte ihr erster Auftritt im RockPopJazz-Club in Bratislava. Am Ende des Jahres verließ Beherit die Band und Demorgogon, welcher zwischenzeitlich zur Band dazustieß, ersetzte diesen am Schlagzeug. Den Backgroundgesang übernahm De Sade Soliloquay, die weibliche Oberstimme war bis zur Jahrtausendwende Countess Ekorn.
Im Dezember desselben Jahres begann man mit den Arbeiten an ihrem Debütalbum A Winter Solstice Eve im IRS Bernolak Studio in Bratislava eine Woche vor Weihnachten.
Im März 1998 wurde das Album über Dark Night's Sky, welches von Darkoldus geleitet wurde veröffentlicht. Darkolus wurde kurze Zeit später Bandmanager. Herr Doktor stieß noch im März als zweiter Gitarrist zur Band.
Genau ein Jahr später veröffentlichte die Band ihr zweites Studioalbum, das Arcanum Lunae heißt. Im Herbst bat das tschechische Label Leviathan Records das Album auch für den tschechischen Markt zu produzieren. Die Band sagte der Bitte zu und produzierte das Album.
Im Frühling des Jahres 2000 wurde das Album schließlich sowohl in der Slowakei als auch in Tschechien veröffentlicht. Countess Ekorn verließ die Band, nachdem es Unstimmigkeiten zwischen ihr und einigen Bandmitgliedern gekommen war. Kurze Zeit später beschloss die Band ihre Konzerte mit Corpsepaint zu bestreiten.
Ein Jahr später gab Nathuruss bekannt, die Band nach der Veröffentlichung ihres dritten Albums verlassen zu wollen. Vidar wurde Sänger der Band. Im September begann die Band Promo-CDs aufzunehmen und sie durch ganz Europa zu verschicken um Angebote von ausländischen Labels zu erhalten, was jedoch nicht gelang. Die Band war bei den Aufnahmen in den Moonset Studios untergebracht.
Im Jahr 2002 stieß Zuzanna als Frontsängerin zur Band. Bis Juni arbeitete die Band an ihrem dritten Album. Das Album wurde in Zusammenarbeit der Labels Dark Night's Sky und Esprit Records aufgenommen. Das Album heißt jesus.christhell.com. Außerdem entstand zum Lied Wisdom ihr erstes Musikvideo.
2003 passierte nicht viel in der Band. Wlad wurde Bassist der Band und De Sade Soliloquay verließ die Gruppe.
Zwei Jahre nach der Veröffentlichung ihres Albums jesus.christhell.com in der Slowakei wurde das Album über das russische Labe CD-Maximum für den russischen Markt produziert. Es beinhaltet auch das Musikvideo zu Wisdom. Das Album erschien noch im selben Jahr in Russland.
Im Jahr 2006 verließen Demorgogon und Wlad die Band, Nathuruss stieß hingegen erneut zur Band und wurde Bassist. Ihr viertes Album erschien ebenfalls 2006. Es heißt "Lost'n'Sound". Das Artwork wurde von Nenad Brankovic entworfen. Zuzanna und Vidar wurden Eltern ihres Sohnes Tomas. Lost 'n' Sound ist bisher das letzte Album, das die Band produzierte. Dieses wurde von KRV Records produziert.
2007 pausierte die Band, das sie keinen Schlagzeuger finden konnte.
Ein Jahr später verließ Herr Doktor Ethereal Pandemonium nach 10-jähriger Bandtätigkeit. Mit Tibor (Schlagzeug), Jano (Bass) und Lubos (Keyboard) konnten 2008 jedoch auch neue Musiker gefunden werden, die das Line-Up der Band verstärken. Nathuruss verließ die Band erneut. Erst zwei Jahre zuvor war er wieder bei Ethereal Pandemonium als Bassist eingestiegen.
2009 gab die Band auf ihrem Myspace-Profil bekannt, dass man eine 5-Track-EP produzieren wolle, die im Oktober 2009 fertig sein soll und zwei Cover-Versionen beinhalten werde. Diese ist bisher jedoch noch nicht erschienen.

## Stil
Ursprünglich war die Band der Pagan-Metal-Szene zuzuordnen, da die ersten Texte unter anderem über verschiedene Gottheiten in nordischen Mythologie handelten. Auch wurde in manchen Liedern die Natur gepriesen. Aber auch über Theaterstücke, wie William Shakespeares Macbeth wurde gesungen.
Ab 2000 orientierte die Musik sich am Black Metal, die Band trug auf ihren Konzerten Corpsepaint und sang unter anderem über griechische und römische Götter wie Venus und Adonis. Aber auch fanden sich in manchen Stücken antichristliche Themen vor. Im Lied Expressionism:Razorblade aus dem 2006 erschienenen Album wird Jesus als „Arschloch“ beschimpft.
Im Laufe der Jahre schlichen sich zu dem Musikstil der Band auch Elemente des Gothic- und des Death Dooms. Der Gesang zwischen Zuzanna und Vidar wechselt ständig. Auch die Melodik der Instrumente wechselt je nach Lied. Es kann auch vorkommen, dass die Rhythmik während eines Stückes mehrfach wechselt. Neben harten Gitarrensounds, finden sich auch ruhige und balladeske Parts vor.
Die Stücke werden von Vidar sowohl in englischer als auch in slowakischer Sprache verfasst, einige Lieder enthalten Passagen in englischer und in slowakischer Sprache.

## Diskografie
- 1998: A Winter Solstice Eve (Kassette, Dark Night’s Records)
- 2000: Arcanum Lunae (Dark Night’s Sky Productions, neu veröffentlicht im selben Jahr unter Leviathan Records)
- 2002: jesus.christhell.com (Esprit Records, insgesamt 3-mal neu veröffentlicht: 2002, 2004 von Hirax Records und CD-Maximum)
- 2007: Lost'n'Sound (KRV Records)

## Videos
- 2002: Widsom (aus dem Album jesus.christhell.com)
- 2002: Za Doom Unee (aus dem Album jesus.christhell.com)